# ハイテク交番
ハイテク交番（はいてくこうばん）は、日本の東京都にある警視庁が交番等に設置した、一般来訪者の操作による情報提供端末の名称である。
コンビニエンスストアの情報端末（Loppi Famiポート等）程度の大きさの筐体に、タッチパネル、マイク、カメラ、プリンター等を備えている。
設置場所における警察官等の不在時に、通報、届け出、地理案内、運転免許更新手続き案内、災害時避難場所案内など、警察官に代わり各種の情報案内サービスが受けられる。
端末を利用者が操作し、情報を得る形（一部機能については端末のプリンターにより印刷して持ち帰ることができる）であるが、緊急通報や拾得物の届け出、その他警察官と直接対話したい場合は、それぞれ端末のボタンを押すことで、テレビ電話形式で警察署の係官と対話できる。

## ハイテク交番設置箇所一覧
- 碑文谷警察署本町六丁目交番 目黒区目黒本町6丁目
- 碑文谷警察署本町地域安全センター 目黒区目黒本町5丁目
- 碑文谷警察署碑文谷地域安全センター 目黒区碑文谷5丁目
- 志村警察署小豆沢交番 板橋区小豆沢1丁目
- 志村警察署戸田橋地域安全センター 板橋区舟渡3丁目
- 三田警察署芝園橋地域安全センター 港区芝3丁目
- 三田警察署八千代橋地域安全センター 港区芝浦3丁目
- 町田警察署山崎交番 町田市山崎町
- 小平警察署喜平橋交番 小平市上水南町2丁目
- 小平警察署仲町交番 小平市仲町
- 多摩中央警察署永山四丁目交番 多摩市永山4丁目
- 多摩中央警察署貝取交番 多摩市貝取4丁目

## その他
交番ではない地域安全センターにも設置されている箇所があるが、これは当該箇所が交番だった頃に設置され、地域安全センターへ用途変更された後も、設備を存置しているものである。